# Kathleen Shaw
Kathleen Shaw, född 18 januari 1903 i Barton-upon-Irwell och död 1983, var en brittisk konståkerska som deltog i två Olympiska spel, i Chamonix 1924 och i Sankt Moritz 1928. Hon kom trea i VM 1926.